# Aiyaz Sayed-Khaiyum
Aiyaz Sayed-Khaiyum (Suva, 24 settembre 1965) è un politico figiano.

## Biografia
Sayed-Khaiyum, companion of the Order of Fiji, è un politico e ministro delle Figi. È il procuratore generale (Attorney General) delle Figi e il ministro dell'economia, della funzione pubblica e delle comunicazioni e serve anche il ministro responsabile per i cambiamenti climatici. È il terzo candidato più alto alle elezioni generali nelle Figi del 2014 e del 2018.
Prima della sua nomina a ministro del gabinetto dopo la vittoria alle elezioni generali di FijiFirst nel settembre 2014, è stato procuratore generale delle Figi e ministro della giustizia, anticorruzione, imprese pubbliche, comunicazioni, aviazione civile e ministro responsabile delle elezioni sotto il governo Bainimarama.
Secondo The Economist, il funzionamento quotidiano del governo figiano è gestito da Sayed-Khaiyum e l'Australian Broadcasting Corporation l'etichetta come il primo ministro de facto delle Figi. Il South China Morning Post descrive Khaiyum come uno degli uomini più potenti del Pacifico meridionale.
È il segretario generale del partito FijiFirst. Aiyaz Sayed-Khaiyum è il governatore della banca centrale delle Figi presso la Banca asiatica di sviluppo ed è presidente dell'Asian Development Bank del consiglio dei governatori dal 2018.